# Umbrtka
«Umbrtka» — чешская метал-группа из Пльзеня, исполняющая музыку с элементами блэк-метала, дум-метала и индастриал-метала. Основными темами их текстов является опустевшие промышленные районы, заводы, электростанции, железные дороги, грязные улицы, поезда и другие индустриальные элементы. Часто упоминаемое в текстах имя Umbrtka — это божественное олицетворение промышленного города.

## Состав группы
- Lord Egon (участник Stiny Plamenu) — гитара
- Well (Pavel Němec) — вокал, бас-гитара, фортепиано
- Lord Morbivod (Ondřej Klášterka) — вокал, гитара, бас-гитара, клавишные, драм-машина
- Strastinen (Lukáš Kudrna, Quercus) — вокал, гитара, бас-гитара
- Karl — вокал, гитара

## Дискография

### Полноформатные альбомы
- Zašpinit slunce (Загрязнение солнца) (2000)
- Dělnický a bezdomovecký šedý metal (Серый метал работников и бездомных) (2001)
- Kladivo pracuje na 110% (Молот работает на 110%) (2001)
- Kovostroj plzeňských pánů práce (Метал-машины пльзенского лорда труда) (2001)
- Hymny šedé síly (Гимн серой силы) (2002)
- Ozvěny špíny (Отголоски грязи) (2002)
- Betonová opona (Бетонный занавес) (2002)
- Nad propastí dne (Над бездной дня) (2003)
- Melša - Frank Zappa meets Darkthrone (Мэлс - Фрэнк Заппа встречает Darkthrone) (2003)
- Paměti špinavé lávky (Воспоминания о грязном пешеходном мосте) (2004)
- Lití podzimního asfaltu (Заливка осеннего асфальта) (2005)
- Páně & Uhelná pánev (Властелин и угольный бассейн) (2cd, 2008)
- Úplná demontáž lidstva (Полное уничтожение человечества) (2009)
- Kovový háj (Металлическая роща) (2010)
- IVO - Industriální Velké Obrození (IVO - Великое Индустриальное Возрождение) (2010)
- Spočinutí (Место отдыха) (2011)
- KKW (2012)
- Selement (2012)
- V dešti mech (Мох под дождём) (2014)
- Hlavní stroj (Главная машина) (2016)

### EP
- Jaro nevidět (Весны не видать) (2011)

### Демо
- The Hand of Nothingness (Рука небытия) (2003)